# 普吕埃尔兰
普吕埃尔兰（法語：Pluherlin，法語發音：[plyɛʁlɛ̃]）是法国莫尔比昂省的一个市镇，属于瓦讷区。

## 地理
普吕埃尔兰（47°41'46"N, 2°21'54"W）面积35.4 平方千米，位于法国布列塔尼大區莫尔比昂省，该省份为法国西北部沿海省份，位于布列塔尼半岛南部，北起阿摩尔滨海省、西接菲尼斯泰尔省，南濒大西洋，东南接大西洋卢瓦尔省，东临伊勒-维莱讷省。
与普吕埃尔兰接壤的市镇（或旧市镇、城区）包括：普勒卡德克、圣孔加尔、圣格拉韦、马朗萨克、罗什福尔昂泰尔、凯斯唐贝尔、莫拉克。

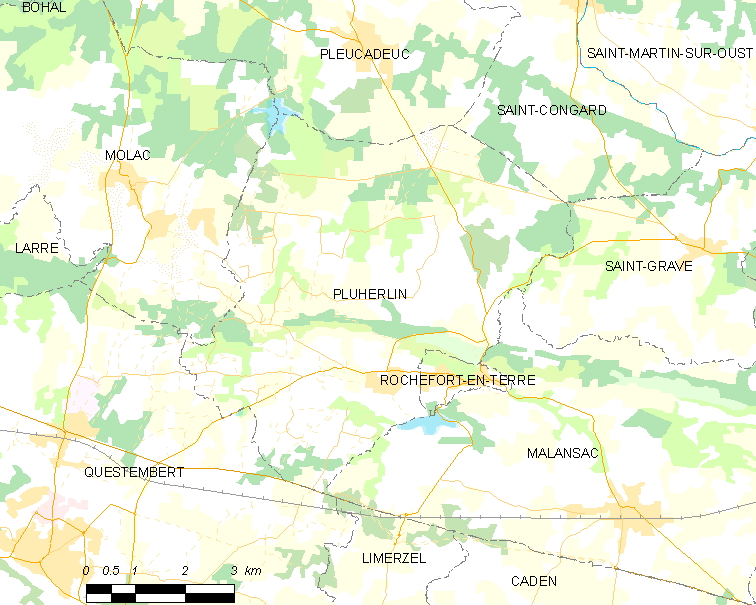
普吕埃尔兰的OSM定位图

普吕埃尔兰的时区为UTC+01:00、UTC+02:00（夏令时）。

## 行政
普吕埃尔兰的邮政编码为56220，INSEE市镇编码为56171。

## 政治
普吕埃尔兰所属的省级选区为凯斯唐贝尔县。

## 人口

1962-2008年间普吕埃尔兰人口变化图示

普吕埃尔兰于2022年1月1日时的人口数量为1515人。